# 張居
張居（16世紀—17世紀），字吉甫，直隶保定府清苑縣人，明朝、南明政治人物。

## 生平
張居是萬曆四十六年（1618年）的舉人，天啟五年（1625年）成進士，獲授太平推官，訟獄明斷，因雙親逝世回鄉服喪；服喪結束後在衛輝府起用，任內抑壓世族首領，清除惡黨，貴戚行為都收斂。之後考选庶吉士 ，升任翰林院檢討，侍讀經筵，氣度莊重。後來張居疏論薛國觀時被中傷，貶謫為南京國子監助教；弘光帝繼位後擢任詹事府右中允。南京淪陷，他投降清朝，但很快歸鄉杜門，自立墓銘，雕刻後而收起它。有人勸他出仕，他說：「我已經是古人了。」在山居住三十年後去世，虛齡八十四歲。

## 引用
1. 1 2  錢海岳《南明史·卷三十二·列傳第八》：張居，字吉甫，清苑人。天啟二〔五〕年進士。授太平推官，聽斷明允，憂歸。服闋，起衛輝，抑宗豪，除黨惡，貴戚斂手。陞簡討，侍經筵，局度端凝。
2. ↑  同治《清苑縣志·卷五·選舉》：張居 由府學，萬曆戊午舉人，天啟乙丑進士，任檢討
3. ↑  《崇祯实录卷之十二》：崇祯十二年十一月，前庶吉士张居请行铜钞；从之。
4. ↑  錢海岳《南明史·卷三十二·列傳第八》：以疏論薛國觀，為所中，謫南京國子助教。安宗立，擢右中允。南京亡，與降名，歸即杜門，自為墓銘，鏤而卷之。或勸之出，曰：「已作古人矣。」山居三十年乃卒，年八十四。